# 火星猎人
火星獵人（英語：Martian Manhunter）是一名登場於DC漫畫的虛構超級英雄，由Joseph Samachson所設計，該人物初次出現在《偵探漫畫》#225，1953年8月至9月從火星離開。火星獵人有著電子遊戲、電視動畫等相關媒體。其盟友包括超人等英雄，為美國正義聯盟知名的核心成員之一。尚恩長大後也成為獵人，並因為在天啟星入侵事件後，獨身前往天啟星救回同胞而成為獵人之首。之後因為全族滅絕，火星獵人成為尚恩獨有的稱號。
IGN讓他排名在第43位最偉大的漫畫書英雄，並表示火星獵人是DC漫畫中相當有名氣的角色，並在漫畫中也許是最被罪犯低估的的人物之一。

## 人物
原名為尚恩·瓊茲（J'onn J'onzz）。首次亮相於《偵探漫畫》#225（1955年11月）的備用故事「The Strange Experiment of Dr. Erdel」，由Joseph Samachson撰寫和Joe Certa負責插圖。特徵是綠色皮膚，紅色的眼睛，平時穿著胸口中央有交叉束帶的藍色斗篷，身材高壯的沉穩男人。可飛行、快速移動。
是出生於火星的外星人，成年後選擇跟母親相同的道路當上了火星獵人。他的雙胞胎兄弟發明的病毒造成全族滅亡，只有尚恩因為基因關係倖免於難，他的情緒因此陷入低潮。後來尚恩被一位地球科學家俄德博士（Dr. Erdel）利用傳輸機意外將他帶到了現代地球，他告訴俄德博士自己從何而來，之後博士詐死，讓尚恩失去了回去的方法。尚恩決定留在地球打擊犯罪，並等待回去的機會。他自命名為喬恩·瓊斯，並居住在美國的虛構地米德爾敦（Middletown）。他的靈感被認為是來自於《蝙蝠俠》#78中的一個故事，因火星人Quork，在偷走飛船後來到了地球，使一個火星執法人Roh Kar來到地球和蝙蝠俠與探身份的羅賓合夥捉這位陌生人。
在白銀時代，尚恩的能力範圍定義不清，他的力量是隨著時間和情節需求而擴大。在《偵探漫畫》#226中增加了預知能力，接著是心靈感應、飛行、超聽覺和「原子光眼（Atomic vision）」等許多能力。此外，他習慣性的怕火弱點，是他在他的家鄉火星表現出來的。
後來尚恩將自己奉獻給這個世界，成為了一個公開的超級英雄、正義聯盟初期的核心成員之一。因為驚奇隊長的影響而喜歡上地球上的巧克力餅乾。在有火焰的環境下會無法施展其能力。雖然擁有強大力量但在團隊中大多屬後援類型，是幫助團隊不可或缺的幫手。在超人與蝙蝠俠允許屬於DC，成為正義聯盟的活躍成員時，火星獵人的出場有減少。火星獵人參與原載線#61後（1968年3月），他的獨奏系列已經停產（《特派團團長》前不久，1968年5月、6月）。在#71，他的人終於來到地球找他，後來尚恩便成為了新火星的領導者。然而，在未來十五年他都只在DC零星的作品出現。
新52計畫中，火星獵人雖然仍是正義聯盟的成員之一，但不在主要的七核心成員之中，他也另加入了暴風守衛（Stormwatch），並監視著正義聯盟。

## 能力
火星獵人擁有各種各樣的超能力，包括心靈感應、形狀大小的變化、瞬間移動、引導攻擊、X熱射線、隱形、飛行、密度控制、力場投影和超人般的速度、力量、耐力。在目前的DC漫畫連續系列中，火星獵人的很多能力都跟超人十分相似，包括超人的力量、飛行能力和刀槍不入的身體等能力都接近超人。火星獵人擁有「火星光景（Martian Vision）」能力（指看穿固體物的能力並從他的眼睛投射出）。超人曾說過：「對地球來說，他是最強大的」。他的眼睛稱為「火星光束（Martian Beams）」，在這幾十年來，已確切有著瓦解、燃燒和破壞物體的能力。
火星獵人擁有變身能力，他能將藉由伸展自己的肢體和化學變化來變成各種人類或怪物，他在JLA會議中，是維持著公認的「人性化」模樣（原生綠皮膚的外表）。
能控制密度，使物體和物理攻擊穿過他的身體，他也可以利用這個能力，進入人和機器體內進行破壞。可將自己隱形，他最初擔任一個無形的英雄或未知的「天使」，幫助有需要的人而沒有透露出是自己。在白銀時代的故事「The Unmasking of J'onn J'onzz」，他曾失去了自己的火星超級英雄地能力。雖然他的平民身分仍是一個謎。
尚恩是一個強大的心靈感應者，能夠感知別人的想法和直接在他人的腦海中和其對話。他經常作為同伴之間的「聯絡機」，以協助正義聯盟的行動。他的此能力相當高，好幾次甚至能將自己的頭腦連接到全地球人口的心靈。如在《JLA》Volume 1的發行號85（2003年）中，尚恩連接了全地球人的心靈，以便找出不良心靈的罪犯和政治人物。
火星獵人能將能量和光波吸收。他也擁有念力，這能使他利用自己的思想來移動物體，尚恩將這稱作「分子催眠（Molecular Hypnosis）」和「火星超能心靈（Martian mind-over-matter）」。火星獵人可控制使他的胸腔內的空氣密度提高，呼出強大的狂風。他已經證明有著再生能力，能從頭部再生他整個身體，但對健康有很大的壓力（需一段時間來恢復自己質量的流失）。能在水下呼吸，火星獵人表示他擁有九個感官，但這些額外的感官都定義不清，通常被大多數作家忽略。此外雖然不常見，但火星人們也能夠直接破壞對方的思想，使之成為類似植物人一般的無意識狀態，由於此種破壞難以復原，故火星獵人幾乎不使用，但他的堂妹火星女孩就曾因此差點毀了自己的同伴。
除了超人的力量外，尚恩也是個非常有能力的偵探，曾提供過蝙蝠俠資料。在許多方面，火星獵人就像超人與黑暗騎士的結合體。

## 其他媒體

### 電視劇
- 電視電影《美國正義聯盟》：首次以真人登場，為大衛·奧登·史蒂爾斯（英语：David Ogden Stiers）飾演。他擁有一定難度的變身能力，僅能在很短的時間內假冒他人，除此之外並沒有提及任何其他能力。他也似乎並不容易受到火／熱的影響。
- 《正義聯盟動畫》
- 《超人正义联盟》：僅數個情節登場。
- 《超人前傳》：由菲爾·莫里斯（英语：Phil Morris (actor)）飾演（偽裝成人類模樣），他被描繪成喬·艾爾的老朋友，並來到地球幫助超人。
- 《少年正義聯盟》：配音員為凱文·邁克爾·理查森。
- 《蝙蝠俠智勇悍將》：配音員為Nicholas Guest（英语：Nicholas Guest），於「Darkseid Descending」和「Night of the Batmen!」兩集中登場。
- 《女超人》：人類偽裝為漢克·亨肖，由大衛·哈伍德飾演，前CIA探員，現為外星作戰部(簡稱為超查部)領導人。

### 電影
- DC擴展宇宙：由亨利·藍尼克斯飾演[13]。
  - 《超人：鋼鐵英雄》（2013年）：化身為卡爾文·史旺維克將軍。
  - 《蝙蝠俠對超人：正義曙光》（2016年）：化身為卡爾文·史旺維克將軍。
  - 《查克·史奈德之正義聯盟》（2021年）：首次以火星獵人的身份登場。

### 動畫
- 動畫《正義聯盟：超級最前線》：配音員為米格爾·費雷爾（英语：Miguel Ferrer）。
- 動畫《正義聯盟：兩面夾擊》：配音員為喬納森·亞當斯。
- 動畫《正義聯盟：末日審判》：配音員為Carl Lumbly（英语：Carl Lumbly）。
- 動畫《樂高電影：正義聯盟大戰末日軍團》：配音員為Dee Bradley Baker（英语：Dee Bradley Baker）。

### 電子遊戲
- 《正義聯盟英雄》：在遊戲中作為一個玩家角色，配音員為丹尼爾·賴爾登（英语：Daniel Riordan）。而在《正義聯盟英雄: 閃電俠》中則是作為一個非玩家角色登場。
- 《Justice League: Injustice for All》：火星獵人亦有登場於當中。
- 《Justice League: Chronicles》：火星獵人亦有登場於當中。
- 《DC 超級英雄 Online》：在遊戲中作為一個NPC，配音員為德懷特·舒爾茨（英语：Dwight Schultz）。
- 《真人快打對DC宇宙》：火星獵人亦有登場於當中。
- 《樂高蝙蝠俠2：DC超級英雄》：火星獵人亦有登場於當中（樂高人偶形式）。
- 《超級英雄：武力對決》：在遊戲中作為一個可下載的操作角色，再度由Carl Lumbly作配音員。他也出現在了iOS的應用支持卡。

## 版本
- 《陳列櫥禮物》: Martian Manhunter vol. 1 ISBN 978-1-4012-1368-8
- 《陳列櫥禮物》: Martian Manhunter vol. 2 ISBN 978-1-4012-2256-7
- 《火星獵人》: The Others Among Us ISBN 978-1-4012-1335-0

## 參看
- 正義聯盟